# Isobathe
 (décembre 2023).

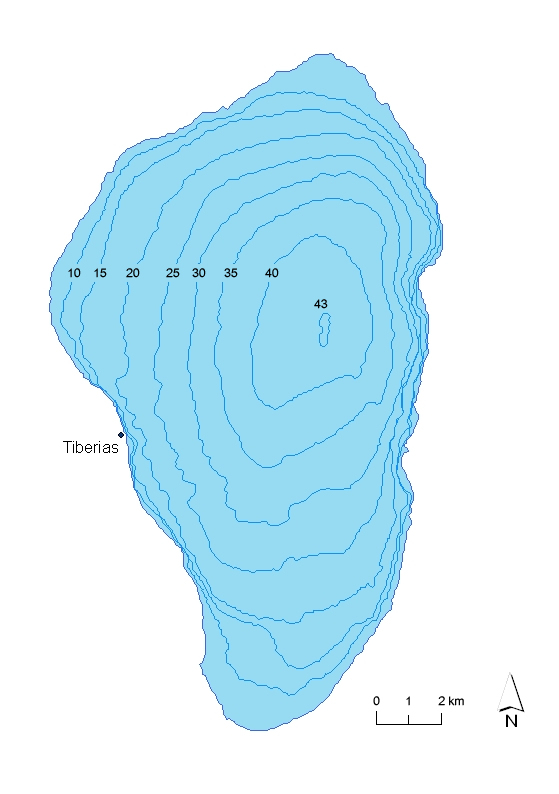
Carte du lac de Galilée.

Sur une carte marine, une isobathe, ou courbe de profondeur est une ligne joignant des points d'égale profondeur ; c'est donc une courbe de niveau, indiquant la profondeur d'une surface au-dessous du niveau de l'eau,.
Ce peut être la profondeur de différentes types de surface, selon le domaine :
- surface sous-marine (océanographie) ;
- surface d'une strate ou d'une structure géologique souterraine ;
- surface d'une nappe d'eau souterraine (hydrogéologie).

## Cartes marines
En mer, l'isobathe "zéro", ou zéro hydrographique, correspond normalement à la laisse des plus basses mers théorique (ou laisse de basse mer), c’est-à-dire au niveau minimal atteint par la mer sous la seule influence des marées astronomiques. Sur les cartes marines, les isobathes sont simplifiées (généralisation) de manière à exagérer les zones où les profondeurs sont plus faibles, dans un but de sécurité[réf. nécessaire] : en un point situé sur une isobathe donnée, la profondeur réelle est donc toujours égale ou supérieure à la valeur de l'isobathe.
Les plages de couleur (bleu) associées aux isobathes sont conventionnelles ; elles sont choisies de manière à faire apparaître les zones de faible profondeur : sur une carte côtière, le bleu le plus intense pourra ainsi correspondre à la plage comprise entre zéro et 20 m.
L'espace entre l'isobathe zéro et le niveau des plus hautes mer, qui représente la zone couvrant et découvrant selon la marée est nommée l'estran et apparait de couleur verte sur les cartes marines.
Comme les sondes, les isobathes sont baptisées par des valeurs positives ; l'isobathe correspondant à la profondeur de 20 m est l'isobathe « 20 m », et non « −20 m ».